# Мозамбикская тиляпия
Мозамби́кская тиля́пия (лат. Oreochromis mossambicus) — вид рыб рода Oreochromis семейства цихловые (Cichlidae), родом из Южной Африки. Популярная в аквакультуре рыба. Прежде долгое время относилась к большому роду тиляпия и, будучи одним из самых известных и распространнёных видов, в обиходе сохранила за собой прежнее наименование: тиляпия мозамбикская. В настоящее время вид встречается в тропических и субтропических местообитаниях по всему земному шару, где в некоторых местах стал инвазивным видом.

## Описание
В исконных местах обитания мозамбикская тиляпия имеет тело, уплощённое с боков, с длинными спинными плавниками, передняя часть которых снабжена иглами. Окраска матово-зеленоватая или желтоватая, возможны небольшие полосы. Взрослые особи достигают приблизительно 35 см в длину и весят до 1,13 кг. Размер и окраска могут отличаться у особей, содержащихся в неволе, и у особей из акклиматизированных популяций под давлением факторов внешней среды. Продолжительность жизни до 11 лет.
Это чрезвычайно здоровая и плодовитая рыба, без труда приспосабливающаяся к доступным источникам пищи и способная размножаться в субоптимальных условиях. Она также выживает в солоноватой воде и выносит температуру ниже 10°С и выше 38°С.

## Природный ареал

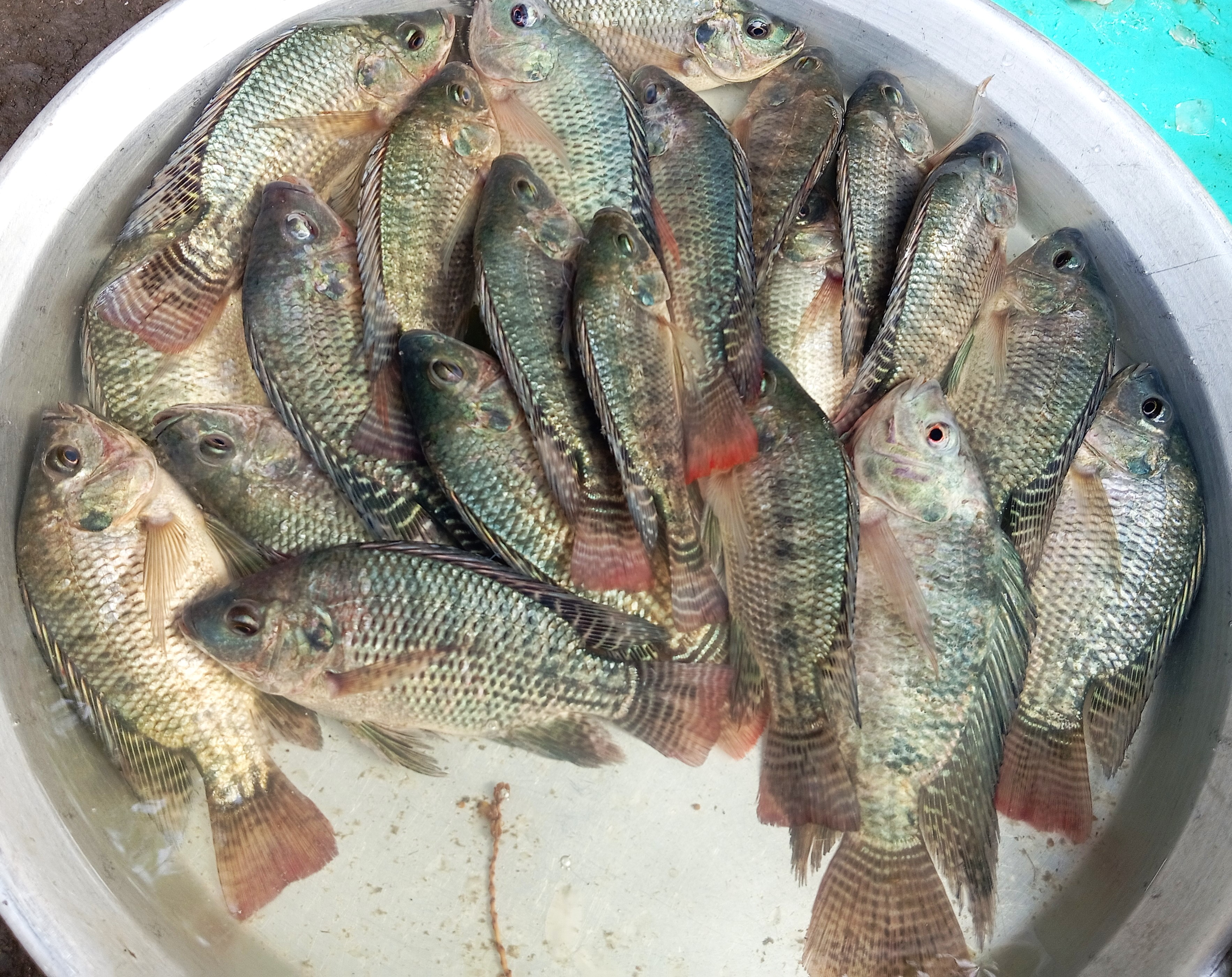
Мозамбикская тилапия, Западная Бенгалия, Индия

Мозамбикская тиляпия родом из прибрежных областей и нижних участков рек Южной Африки, от дельты реки Замбези до реки Бушменов. В природном ареале находится в опасности из-за конкуренции с инвазивной нильской тиляпией (Oreochromis niloticus).

## Питание
Мозамбикская тиляпия всеядна. Она может поглощать детрит, диатомовые водоросли, беспозвоночных, мелких мальков и растения от крупных водорослей и до растений с корнями. Такой обширный рацион помогает рыбе процветать в самых различных местах.

## Инвазивность
Мозамбикская тиляпия является инвазивным видом во многих частях мира, сбегая из искусственных аквакультурных местообитаний или будучи намеренно завезённой для контроля над комарами. Invasive Species Specialist Group (ISSG) («Группа Специалистов по Инвазивным Видам») включила её в список 100 наиболее вредных инвазивных видов мира. Она наносит вред коренным популяциям рыб из-за конкуренции в пище и местах для нереста, а также непосредственно поедая мальков. На Гавайях лобан (Mugil cephalus) находится в опасности из-за введения этого вида. Мозамбикская тиляпия может также быть ответственна за упадок численности пятнистого ципринодона (Cyprinodon macularius) в Солтон-Си в Калифорнии.

## Гибридизация
Как и многие представители трибы Tilapiini, мозамбикская тиляпия имеет высокую способность к гибридизации. В аквакультуре их часто скрещивают с другими тиляпиями, поскольку чистокровные мозамбикские тиляпии растут медленно и имеют форму тела, плохо приспособленную для нарезания на крупные филе. Кроме того, гибриды между мозамбикской тиляпией и другим подвидом (например, Oreochromis urolepis hornorum) дают потомство, в котором все особи или большая часть — самцы. Самцы более предпочтительны для аквакультуры, так как быстрее растут и имеют более подходящую форму тела, чем самки. Тиляпия «Florida Red» является популярным промышленным гибридом между мозамбикской и голубой тиляпией (Oreochromis aureus).

## Размножение

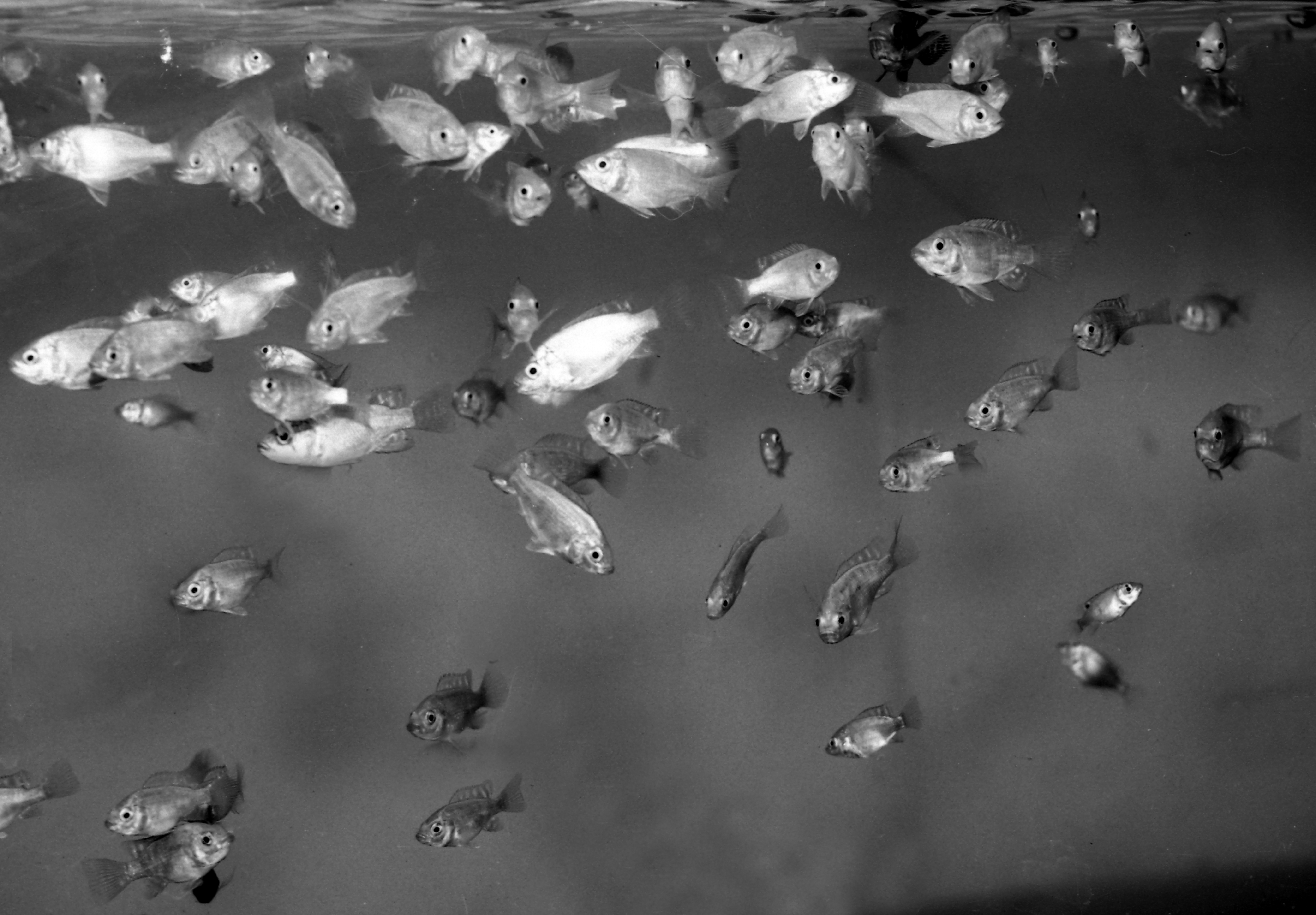
Мальки

Первым шагом в репродуктивном цикле мозамбикской тиляпии является откапывание самцом ямки, куда самка может выметать икру. После того, как икра отложена, самец оплодотворяет её. Затем самка прячет икру в рот. Икра инкубируется во рту самки до вылупления личинок.

## В аквакультуре
Мозамбикские тиляпии — выносливые рыбы, которых легко вырастить, и имеют пищевую ценность, что делает их хорошим видом для аквакультуры. Они имеют мягкое, белое мясо, привлекающее потребителей. Этот вид составляет 4 % от общего числа тиляпий, выращиваемых в аквакультуре, однако чаще выращивают его гибриды. Они очень чувствительны к ихтиофтириозу и к миксоспоридиям Myxobolus cerebralis.